# Fanchon
Fanchon is een stripalbum dat voor het eerst is uitgegeven in november 1998 met Jean-Claude Servais als schrijver en tekenaar, Guy Servais als inkleurder en Yves Amateis als grafisch ontwerper. Deze uitgave werd uitgegeven door Dupuis in de collectie vrije vlucht.